# Alan Waddle
Alan Waddle (Wallsend, 9 giugno 1954) è un ex calciatore inglese, di ruolo attaccante.

## Biografia
Alan è cugino di Chris Waddle.